# Девекли
Девекли (на гръцки: Καραβαγγέλης, Каравангелис, до 1926 година Δεβεκλή, Девекли) е село в Гърция, дем Кушница, област Източна Македония и Тракия.

## География
Девекли е разположено на 10 km югозападно от Правища (Елевтеруполи) в подножието на планината Люти рид, на надморска височина от 108 метра.

## История

### В Османската империя
В XIX век е изцяло мюсюлманско село в Правищка каза на Османската империя. В статистика към 1911 година селото има население от 180 души, всички мюсюлмани.

### В Гърция
В 1913 година селото попада в Гърция след Междусъюзническата война. През 20-те години турското му население се изселва по споразумението за обмен на население между Гърция и Турция след Лозанския мир и на негово място са заселени гърци бежанци, които в 1928 година са 49 семейства със 187 души, като селото е чисто бежанско.
Споменато е с името Девекли като самостоятелно селище в 1924 година. В 1926 година е преименувано в чест на Евстатиос (Статис) Каравангелис от Трикери, който загива край селото в 1897 година в битката при Чиста по време на Гръцко-турската война. Българска статистика от 1941 година показва 301 жители.
В 1971 година съседните две села на североизток Дурмусли (Месотопос) и Мурсали (Монокаридия) са присъединени към Демирли.
Селото е част от дем Пиерес по закона „Каподистрияс“ от 1997 година. С въвеждането на закона „Каликратис“, Каравангелис става част от дем Кушница. Според преброяването от 2001 година има 395 жители, а според преброяването от 2011 година има 371 жители.
Населението произвежда традиционно тютюн, а също и пшеница и се занимава и със скотовъдство.
| Година    | 1913 | 1920 | 1928 | 1940 | 1951 | 1961 | 1971 | 1981 | 1991 | 2001 | 2011 | 2021 |
| --------- | ---- | ---- | ---- | ---- | ---- | ---- | ---- | ---- | ---- | ---- | ---- | ---- |
| Население | 171  | 137  | 208  | 293  | 280  | 299  | 402  | 447  | 388  | 395  | 371  | 284  |